# 維氏真巨口魚
維氏真巨口魚（学名：Eustomias vitiazi）为輻鰭魚綱巨口鱼目巨口鱼科的其中一種。分布於中西太平洋區的澳洲昆士蘭海域，為深海魚類，棲息深度可達415公尺，體長可達15.8公分。